# Wicküler City
Wicküler City, tot 2014 bekend als Wicküler Park, is een complex bestaande uit drie gebouwen met winkel- en kantoorruimte in het stadsdeel Unterbarmen in Wuppertal. Het is qua oppervlakte het grootste winkelcentrum van de stad, voor de City-Arkaden Wuppertal en de Rathaus-Galerie Wuppertal in het stadsdeel Elberfeld.

## Ligging
Wicküler City ligt grotendeels in het stadsdeel Barmen in de woonwijken Friedrich-Engels-Allee in het noorden en Hesselnberg in het zuiden. Het westelijke deel van het complex ligt in de woonwijk Elberfeld-Mitte van het stadsdeel Elberfeld. De noordelijke en zuidelijke delen worden gescheiden door de spoorlijn Elberfeld-Dortmund. Het uitgestrekte gebied ligt in de directe omgeving van het Hofeiland, de Haspel Universiteitscampus, het Waldfrieden Beeldenpark, het treinstation Wuppertal-Unterbarmen en de Unterbarmer begraafplaats.

## Geschiedenis
Het noordelijke gebouw van het huidige complex werd in 1916 gebouwd in de woonwijk Friedrich-Engels-Allee en diende als hoofdkantoor van Wicküler-Küpper Brouwerij GmbH, opgericht in 1845. Toen de productie en het resterende hoofdkantoor van de brouwerij in 1990 naar Keulen werden verplaatst, verwierf de Clees-bedrijvengroep het complex en startte in hetzelfde jaar de renovatie en modernisering voor een bedrag van DM 210 miljoen van de locatie van het nieuwe retailpark Wicküler Park met drie gebouwen. De winkelgroep Walmart betrok het gebouw in het noorden en bouwde zijn Duitse hoofdkantoor in het westelijke deel van de voormalige gevangenis van Wuppertal. In dit deel huurde een Media Markt-filiaal onder. In 2007 nam Metro Group Walmart over. In de winkelruimte van de voormalige Walmart werd een Real-Markt gevestigd. In het westelijke gebouw nam het belastingadviesbureau RSM Breidenbach zijn intrek. 
Na een tijdelijke verkoop is het complex sinds 2011 weer eigendom van de groep. In 2012 was het gebouwencomplex korte tijd in beeld als mogelijke locatie voor de geplande vestiging van het meubelbedrijf IKEA, maar werd vanwege juridische en economische beperkingen uitgesloten.
Na de uitgebreide renovatie en modernisering sinds de zomer van 2014 staat het winkelcentrum bekend onder de naam Wicküler City. Naast nieuwe hoofdhuurders en een visueel en technisch veranderd entree- en handelsgebied, werd ook een nieuw gastronomisch concept in de vorm van een food court gerealiseerd. In januari 2017 hebben de stadsafdeling voor immigratie en integratie, delen van het plaatselijke arbeidsbureau en andere instellingen die gespecialiseerd zijn in integratie het competentiecentrum Huis van Integratie gevormd op ongeveer 3.700 m² van het complex om de integratie voor vluchtelingen en andere immigrantengroepen te vergemakkelijken . 
Tot de belangrijkste huurders in 2017 behoorden onder meer de winkelketens Real (die in 2018 werd vervangen door Kaufland) en Woolworth, de elektronicaketen Media Markt, een dm-drogeriemarkt, de dierenwinkel Das Futterhaus, de textielretailer Takko en een fitnesscentrum. Daarnaast heeft de Bergische Universität Wuppertal er kantoren. Eind najaar 2017 opende sportretailer Decathlon ook een vestiging in het westelijk deel.

## Gebouw

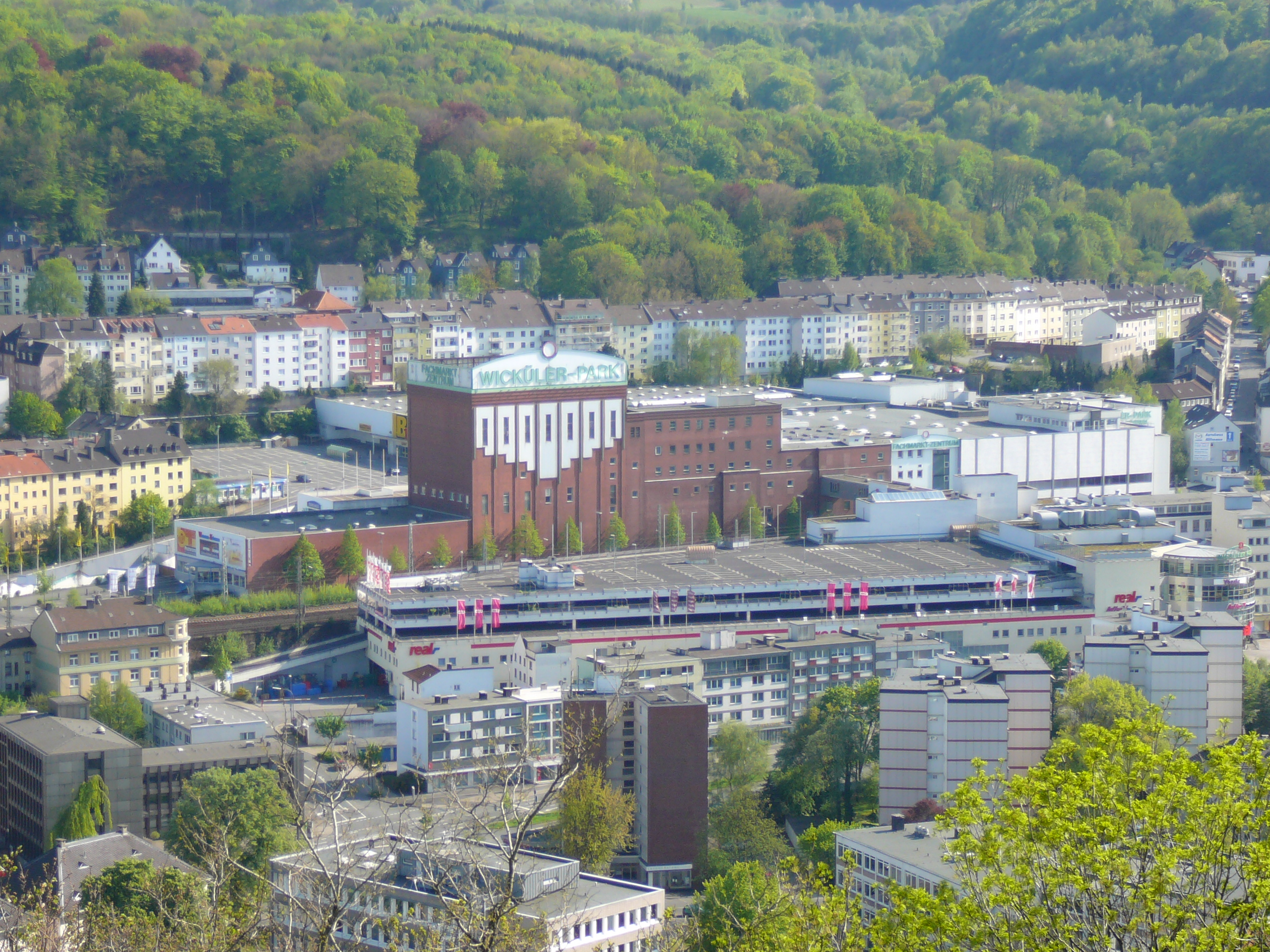
In het midden ligt de spoorlijn Elberfeld-Dortmund, daarachter (zuid) het gespecialiseerde marktgebied, ervoor (noord) het winkelgebied

Het gebouwencomplex Wicküler City bestaat uit drie gebouwen met 30 ruimtes op zes niveaus met in totaal 66.000 m². Het handelsgebied bedraagt ongeveer 28.300 m², waarvan 13.300 m² ten noorden van de spoorlijn ligt en gereserveerd is voor centrumrelevante detailhandel en horeca. 15.000 m² ligt ten zuiden van de spoorlijn en omvat speciaalzaken. De overige 37.700 m² kantoorruimte.
Er zijn in totaal 1.580 parkeerplaatsen in de parkeergarages Brautturm en Media Markt, evenals in de drie verdiepingen tellende parkeergarage van het hoofdgebouw in het noorden. De noordelijke en zuidelijke gebouwen zijn verbonden door een overdekte voetgangersbrug over de spoorlijn.
De opvallende, grote bakstenen gevel van het zuidelijke gebouw geeft het gebouw met meerdere verdiepingen een grote impact op het stadsbeeld.

## Kunst en cultuur

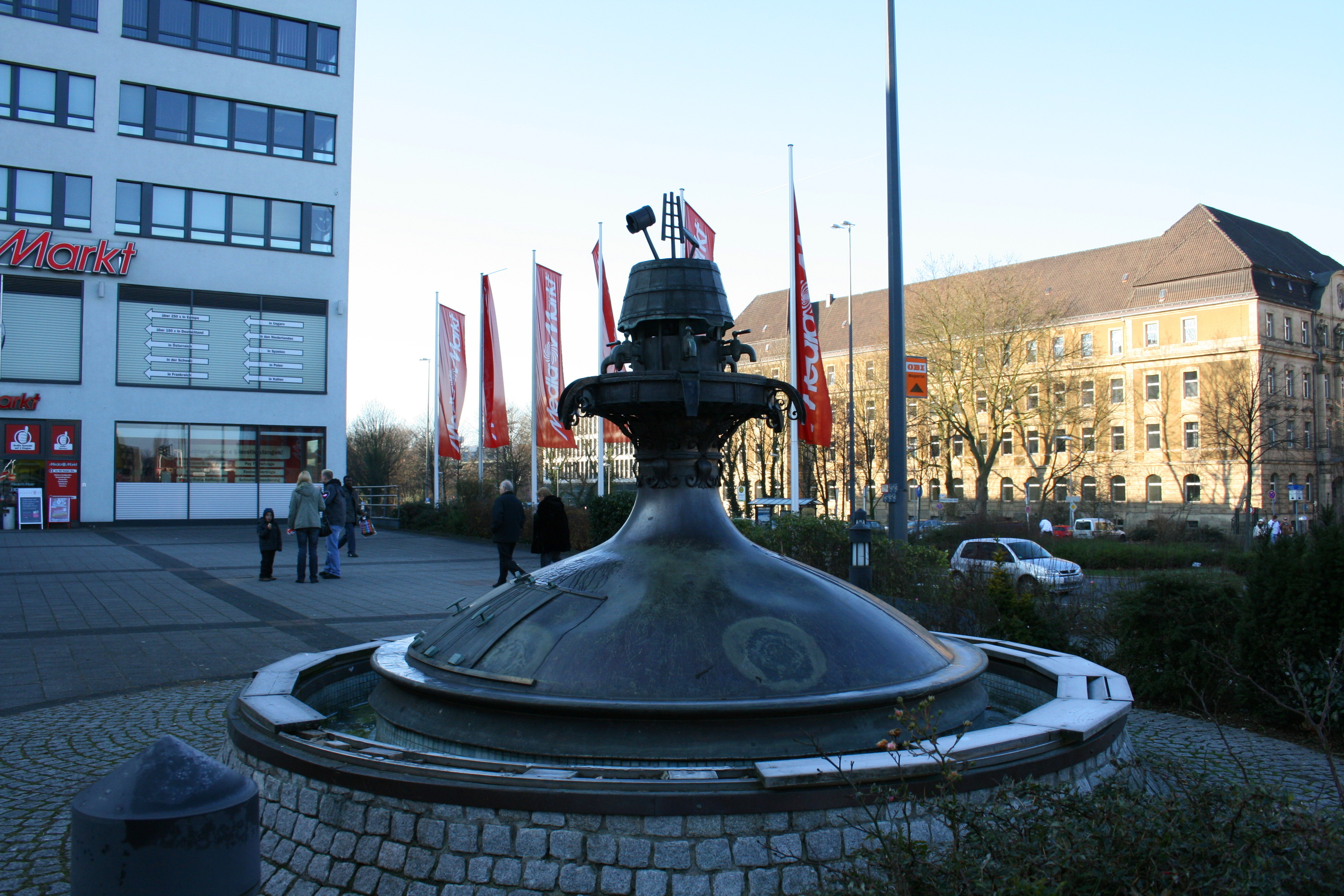
De Wicküler-fontein

De koperen Wicküler-fontein werd in 1989 ingehuldigd. Het bestaat uit een brouwtank en een beslagtank en toont het logo van de brouwerij: vat, oven en pollepel. Nadat het pand was overgenomen door de Clees-bedrijvengroep en omgebouwd tot Wicküler Park, werd het verplaatst naar het voorplein van de tegenoverliggende elektronicawinkel.
Sinds 2005 is Wicküler City een van de elf Wuppertal-stations aan de NRW-voetbalroute, een fietsroute die 15 steden in Noordrijn-Westfalen verbindt met nationaal of internationaal bekende voetbalclubs. 
In oktober 2014 was de noordelijke parkeergarage van Wicküler City de locatie voor het Underground -project van het danstheater Pina Bausch onder leiding van choreograaf Mark Sieczkarek. 
Als onderdeel van de transformatie naar Wicküler City werden en worden in het gebouw verlichte muren en lichtzuilen geïnstalleerd, die zowel Wuppertal-afbeeldingen als historische uitzichten op de Wicküler-brouwerij tonen. 